# 쇠푸른펭귄
쇠푸른펭귄(학명: Eudyptula minor)은 펭귄목 펭귄과의 조류이다. 신장은 평균 33cm이고 몸의 길이는 43cm이지만, 특정 측정치는 아종에 따라 다르다. 그것은 오스트레일리아 남부와 뉴질랜드 해안에서 발견되며 칠레에서 발견된 기록이 있다. 오스트레일리아에서는 크기가 작기 때문에 종종 요정 펭귄이라고 한다.

## 특징

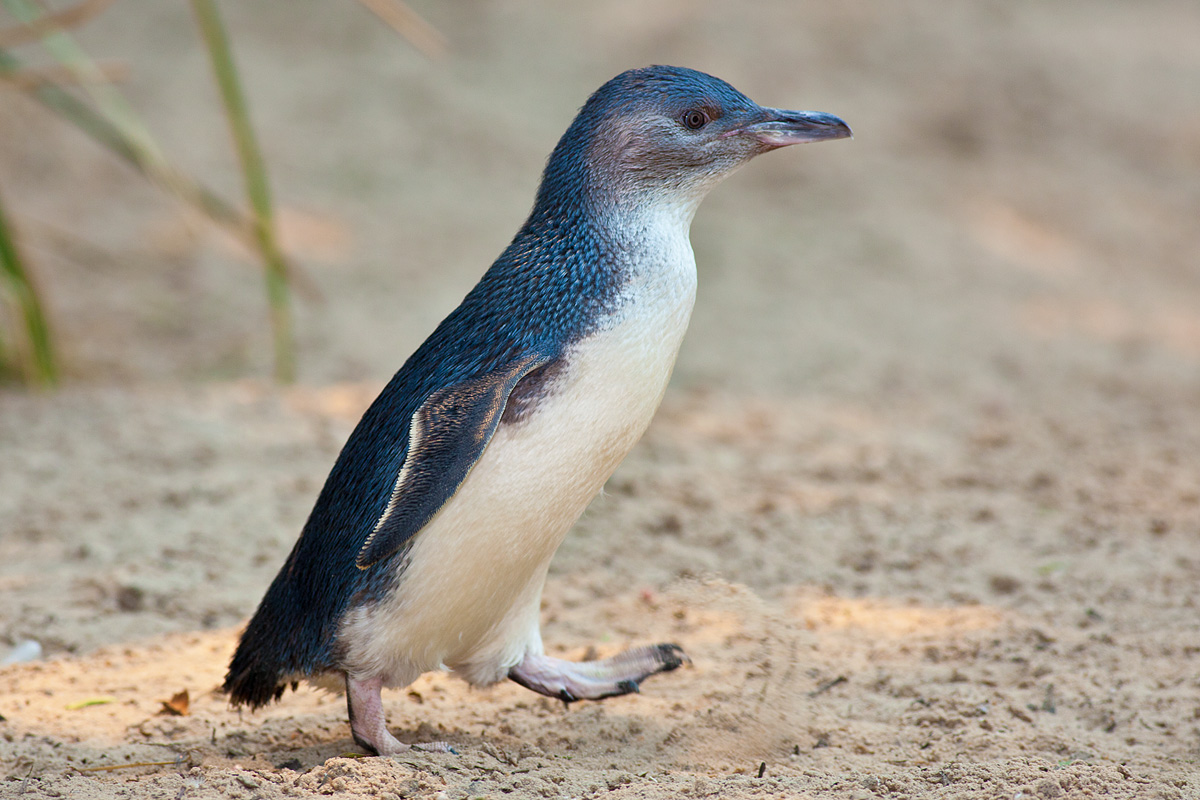

모든 펭귄처럼, 쇠푸른펭귄의 날개는 수영에서 사용되는 지느러미로 진화했다. 쇠푸른펭귄의 키는 일반적으로 30~33cm로 자라고 평균 체중은 약 1.5kg이다. 머리와 상반신은 푸른색을 띠며 어두운 회색 귀 덮개가 흰색 아래로 흐려지고, 턱에서 배쪽으로 색이 흐려진다. 쇠푸른펭귄의 지느러미는 파란색이다. 새끼는 부리가 작고 상반신이 가볍다.
대부분의 바다새와 마찬가지로, 쇠푸른펭귄은 수명이 길다. 쇠푸른펭귄의 평균 수명은 6.5년이다.

## 분포 및 서식지
쇠푸른펭귄은 뉴질랜드, 채텀 제도, 오스트레일리아 남부 해안선을 따라서 번식한다. 오스트레일리아에서의 서식지는 뉴사우스웨일스주, 빅토리아주, 태즈메이니아주, 사우스오스트레일리아주, 웨스턴오스트레일리아주에 있다.